# Liste der Bodendenkmäler in Störnstein
Auf dieser Seite sind die Bodendenkmäler in der Oberpfälzer Gemeinde Störnstein zusammengestellt. Diese Tabelle ist eine Teilliste der Liste der Bodendenkmäler in Bayern. Grundlage ist die Bayerische Denkmalliste, die auf Basis des Bayerischen Denkmalschutzgesetzes vom 1. Oktober 1973 erstmals erstellt wurde und seither durch das Bayerische Landesamt für Denkmalpflege geführt wird. Die folgenden Angaben ersetzen nicht die rechtsverbindliche Auskunft der Denkmalschutzbehörde.

## Bodendenkmäler der Gemeinde Störnstein

### Bodendenkmäler in der Gemarkung Diepoltsreuth
| Lage                     | Objekt                                                | Akten-Nr.     | Bild |
| ------------------------ | ----------------------------------------------------- | ------------- | ---- |
| Diepoltsreuth (Standort) | Abgegangene Wallfahrtskirche St. Salvator mit Klause. | D-3-6239-0038 |      |

### Bodendenkmäler in der Gemarkung Lanz
| Lage            | Objekt                                                       | Akten-Nr.     | Bild |
| --------------- | ------------------------------------------------------------ | ------------- | ---- |
| Lanz (Standort) | Mittelalterlicher Turmhügel. Siehe auch: Turmhügel Rastenhof | D-3-6239-0033 |      |
| Lanz (Standort) | Endpaläolithische und mesolithische Freilandstation.         | D-3-6239-0034 |      |

### Bodendenkmäler in der Gemarkung Störnstein
| Lage                  | Objekt | Akten-Nr.     | Bild           |
| --------------------- | --- | ------------- | -------------- |
| Störnstein (Standort) | Mittelalterlicher Burgstall Störnstein, untertägige Befunde der 1934 abgebrochenen romanischen Kirche Christi Himmelfahrt (vormals Burgkapelle), aufgelassener historischer Friedhof. Siehe auch: Burg Störnstein | D-3-6239-0036 | weitere Bilder |
| Störnstein (Standort) | Mittelalterlicher Burgstall Marnstein. Siehe auch: Burg Marnstein | D-3-6239-0037 | weitere Bilder |